# Candolina Rosa de Carvalho Cerqueira
Candolina Rosa de Carvalho Cerqueira (Salvador, 12 de setembro de 1921 — Salvador, 4 de abril de 1973) foi uma professora brasileira.
Filha de Cândido Nelson de Carvalho e de Isabel Rosa Gomes de Carvalho, aos quinze anos de idade ficou órfã de pai. Professora primária aos 18 anos, pela Escola Normal da Bahia, graduou-se em Línguas neolatinas pela Faculdade de Filosofia, Ciências e Letras da UFBA, em 1949.
Em 1950, casou-se com Francisco de Morais Cerqueira, com quem teve cinco filhos. Francisco morre prematuramente, deixando a esposa viúva aos trinta e oito anos de idade, com os filhos eram pequenos — o mais novo com menos de três meses de idade — e dois deles portadores de doenças graves.
Em 1966, concluiu o curso de Orientação Educacional e, em 1970, o curso de Pedagogia, na mesma universidade. Cursou o Mestrado em Educação, interrompido pelo câncer, que a vitimou precocemente, aos 51 anos.

Te chamo de Senhora Opô Afonjá, Eros, Dona Lina, Agostinho e Edgar. Te chamo Menininha do Gantois, Candolina, Marta, Didi, Dodô e Osmar…
— Caetano Veloso. "Bahia, minha preta".

Fundou e dirigiu colégios — Lomanto Junior, o primeiro a ser construído em Itapuã, Santo Antônio e João XXIII, todos em Salvador — mas foi principalmente mestra de Língua Portuguesa para várias gerações de baianos, em tradicionais colégios de Salvador — Colégio Central da Bahia, Colégio Severino Vieira, Colégio Marista, Colégio Sophia Costa Pinto — e permaneceu na memória de seus alunos. Alguns deles se tornaram famosos. Um deles a homenageou, citando-a em suas canções.
Tem um Gol que ela mesma comprou com o dinheiro que juntou, ensinando português no Central. Ela é Neide Candolina total. E a cidade, a baía da cidade, a porcaria da cidade tem que reverter o quadro atual pra lhe ser igual.
— Caetano Veloso. "Neide Candolina".

Em 1971, pouco antes de sua morte, assumiu a diretoria do Ginásio Estadual Ministro Pires de Albuquerque (GEMPA), depois que as irmãs Lúcia e Alice, ambas formadas pela Faculdade de Filosofia da Bahia, foram afastadas. Até então, o GEMPA adotara o método da Summerhill School,[carece de fontes?] e todos os alunos e professores podiam manifestar suas opiniões com liberdade. Alunos, professores e pais participavam das decisões, em assembleias escolares. As avaliações do desempenho escolar eram feitas mediante atribuição de conceitos — não de notas — o que era pouco usual na época. Mas, naquele ano, em plena vigência do Ato Institucional n.º 5 (AI-5) e no auge da ditadura militar, havia forte repressão política na Bahia, como em todo o Brasil — particularmente, ao movimento estudantil. Também naquele ano, na Bahia, Carlos Lamarca e sua companheira, Iara Iavelberg, haviam sido mortos pelas forças da ordem. Nesse contexto, a tentativa de transpor a experiência do educador Alexander Sutherland Neill para uma escola pública brasileira foi abortada.
Candolina Rosa Cerqueira morreu em 1973, em decorrência de um câncer de mama — doença que por muito tempo guardara em segredo.